# Звезда (фильм, 1993)
«Звезда» (англ. Danielle Steel's Star) — американский телевизионный фильм 1993 года, снятый Майклом Миллером по сценарию Даниэлы Стил и Клэр Лабин по одноименному роману Даниэлы Стил. В главных ролях — Дженни Гарт, Крейг Бирко, Терри Фаррелл, Пенни Фуллер и Митчелл Райан.

## Сюжет
История вращается вокруг Кристал Уайатт (в исполнении Дженни Гарт), талантливой и амбициозной молодой женщины, мечтающей стать успешной певицей.
Выросшая в маленьком городке, страсть Кристал к музыке поддерживается ее отцом, Джонни Уайаттом (в исполнении Митчелла Райана). Однако случается трагедия, когда Джонни неожиданно умирает, оставив Кристал опустошенной. Полная решимости исполнить мечты своего отца, она решает сделать карьеру в музыке и переезжает в шумный Лос-Анджелес.
В Лос-Анджелесе Кристал сталкивается с многочисленными трудностями и препятствиями, пока она ориентируется в жестокой музыкальной индустрии. Она встречает харизматичного и начинающего музыканта по имени Спенсер Хилл (в исполнении Крейга Бирко), и между ними быстро возникает глубокая связь как в личном, так и в музыкальном плане. Вместе они отправляются в путешествие, чтобы достичь своей мечты и сделать себе имя в индустрии.
Когда звезда Кристал начинает восходить, она привлекает внимание известного музыкального продюсера Дэвида Моргана (в исполнении Терри Фаррелла). Дэвид видит в Кристал большой потенциал и предлагает ей контракт на запись, обещая славу и богатство. Воодушевленная возможностью, Кристал подписывает контракт, не понимая, на какие компромиссы ей придется пойти на этом пути.
По мере того, как карьера Кристал взлетает, она становится настоящей звездой, добивается успеха в чартах и приобретает огромное количество поклонников. Однако за славу приходится платить, и Кристал начинает бороться с жертвами, на которые она пошла. Давление индустрии начинает сказываться на ее личной жизни, напрягая ее отношения со Спенсером и оставляя ее чувствовать себя изолированной и одинокой.
Среди блеска и гламура Кристал приходится столкнуться с темной стороной славы, включая постоянное внимание со стороны СМИ, манипулирование окружающими и трудности, связанные с сохранением ее творческой целостности. Она вынуждена сделать трудный выбор в отношении своей карьеры и личного счастья, задаваясь вопросом, действительно ли цена звездной славы того стоит.
На протяжении всего фильма "Звезда" исследует темы любви, амбиций, самопожертвования и стремления к мечте. В фильме показаны взлеты и падения индустрии развлечений, подчеркиваются проблемы, с которыми сталкиваются те, кто стремится к успеху в свете софитов. В конечном счете, Кристал должна найти свой собственный путь, усвоить ценные уроки о том, как оставаться верной себе и найти счастье вне атрибутов славы.
"Звезда" - это проникновенная и эмоциональная история, которая погружает в сложности музыкальной индустрии и личные трудности ее героев, передавая суть стиля повествования Даниэль Стил.

## В ролях
- Дженни Гарт — Кристал Уайатт
- Крейг Бирко — Спенсер Хилл
- Терри Фаррелл — Элизабет
- Пенни Фуллер — Оливия Уайатт
- Митч Райан — Харрисон Барклай
- Джим Хейни — Тед Уайатт
- Роксанна Риз — Перл
- Альберт Холл — Ларри
- Джон МакКенн — Уилльям Хилл
- Меленди Бритт — Присцилла Барклай
- Джейн Дейли — Френсис Хилл
- Тед Уосс — Эрни
- Биби Остервальд — Тётя Памела

## Производство
Съёмки картины проходили на вилле Арден, расположенной в Пасадине в Калифорнии, США.

## Выход на видео
Фильм был издан в США на VHS компанией «Anchor Bay Entertainment» 18 ноября 1997 года. Компания «Universal Studios» выпустила в США на DVD коллекцию из четырёх фильмов (включая и «Звезду») на двух дисках 9 января 2007 года. Кроме того, фильм издавался на DVD и в Великобритании.
В России фильм издавался на VHS в 1998 году компанией «Екатеринбург Арт» и на DVD компанией «Флагман Трейд» в 2009 году.